# 塩喰村
塩喰村（しおばみむら）は、かつて岐阜県安八郡に存在した村である。
現在の安八郡輪之内町の西部（塩喰）に該当する。
木曽三川分流工事により、旧・塩喰村の地域に新に掘削された揖斐川が築かれた（旧・揖斐川は現在の牧田川、水門川。）。このため、旧・塩喰村の西側の多くは揖斐川の川底となったが、一部は揖斐川の西岸（塩喰川西）に集落がある。

## 歴史
- 1875年（明治8年） - 旧来の塩喰村と豊喰新田が合併し発足。
- 1889年（明治22年）4月1日 - 町村制により、改めて塩喰村が発足。
- 1897年（明治30年）4月1日 - 福束村、里村、南波村、本戸村、中郷村と合併し、改めて福束村が発足。同日塩喰村廃止。

## 学校
- 塩喰尋常小学校（現・輪之内町立福束小学校の前身校[2]）